# Ace of Diamond
Dia no Ace (яп. ダイヤのA Дайя но А, «Путь аса» или «Бубновый туз») — манга, написанная и иллюстрированная Юдзи Тэрадзимой и публикующаяся в журнале Weekly Shonen Magazine с 2006 года. В 2008 году манга получила премию издательства Shogakukan как лучшая в категории «сёнэн», а в 2010 — премию издательства Коданся как лучшая в общей категории.

## Сюжет
Сюжет произведения повествует о сложном и упорном пути питчера-левши Савамуре Эйдзюне, решившим покинуть свою сельскую школу, чтобы переехать в Токио и поступить там в школу с сильнейшим бейсбольным клубом — Сейдо. Его цель — стать Асом этой команды.

## Персонажи
Эйдзюн Савамура (яп. 沢村栄純 Савамура Эйдзюн)
Сэйю: Рёта Осака
Сатору Фуруя (яп. 降谷暁 Фуруя Сатору)
Сэйю: Нобунага Симадзаки
Кадзуя Миюки (яп. 御幸一也 Миюки Кадзуя)
Сэйю: Такахиро Сакурай
Харуити Коминато (яп. 小湊春市 Коминато Харуити)
Сэйю: Нацуки Ханаэ